# 대가야박물관
대가야박물관은 경상북도 고령군 대가야읍 대가야로 1203에 위치한 박물관이다. 우리나라 최초로 확인된 최대 규모의 대가야시대 순장무덤인 지산리44호 무덤을 복원 재현한 '대가야왕릉전시관', 대가야를 중심으로 고령 지역의 역사와 문화를 종합적으로 전시한 '대가야역사관', 악성 우륵과 가야금을 체계적으로 재조명한 '우륵박물관' 등으로 구성되어 있다.

## 연혁
- 1980 대가야유물전시관 개관
- 1994.9 ~ 1995.5 대가야왕릉전시관부지 발굴조사
- 1998.1 대가야왕릉전시관 착공
- 1998.9 ~ 2000.10 대가야역사관부지 발굴조사
- 2000.9.18 대가야왕릉전시관 개관
- 2001.12 대가야역사관 착공
- 2004.1.1 문화재지표조사전문기관 지정(문화재청)
- 2005.4.2 대가야역사관 개관, 경력인정대상기관 지정(국립중앙박물관)
- 2005.11.25 박물관 등록(경북-6호)
- 2006.3.31 우륵박물관 개관

## 시설 현황
대가야박물관
- 대가야왕릉전시관
- 어린이체험관
- 제철로모형
- 대가야역사관
- 강당
- 야외전시장
- 가야시대집과창고

우륵박물관
- 가야금 전수교육관
- 가야금 제작체험장
- 우륵박물관
- 오동나무 건조장
- 가야금 연주체험실

## 관람 안내
관람시간
- 하절기: 09:00 - 18:00(3월 ~ 10월)

- 동절기: 09:00 - 17:00(11월 ~ 2월)

휴관일
- 매주 월요일(월요일이 공휴일인 경우 다음날 휴관)